# Прадель, Ипполит
Жюстен Жан-Батист Ипполит Прадель, известный как Ипполит Прадель (29 марта 1824, Страсбург — 6 января 1913, Бордо) — французский художник-пейзажист.

## Биография
Сын офицера, Ипполит Прадель был учеником эльзасских художников Габриэля-Кристофа Герена и Гюстава Бриона. В качестве добровольца он участвовал в составе французской армии в Крымской войне, в ходе которой сделал множество рисунков и набросков, четыре из которых были опубликованы в знаменитом журнале L'Illustration. Капрал 6-го полка линейной пехоты, он был эвакуирован на родину по медицинским причинам. Оказавшись в полковом депо в Сенте, Прадель возобновил занятия живописью.
Ипполит Прадель, наряду с Луи-Огюстеном Огеном, Камилем Коро и Гюставом Курбе являлся одним из четырёх художников, которые образовали недолговечную «группу Порт-Берто», собравшуюся в 1862—1863 годах для рисования пейзажей на открытом воздухе, в Приморской Шаранте в Бюссак-сюр-Шарант. Как и его друг Оген, он поселился в Бордо в 1863 году. Творчество Праделя и Огена испытало заметное влияние работ Коро и Курбе, и порой отличается не меньшей живописностью, однако известности этих двоих они не достигли.
Тем не менее, Прадель успешно представлял свои работы на Салоне Общества друзей искусства в Бордо, и проводил мастер-класс, который привлекали множество студентов. Прадель также выставлялся в Салоне Национального общества изящных искусств (с 1863 года), и в Обществе друзей искусства родного Страсбурга.
Первоначально акварелист и рисовальщик, Ипполит Прадель затем посвятил себя в основном пейзажной живописи, воплотившей предшествовавшие импрессионизму передовые веяния эпохи, однако изредка по-прежнему переключал внимание на жанровый или военный сюжет.
Скончался Ипполит Прадель в Бордо в почтенном возрасте 88 лет.

## Галерея

Пейзажи Ипполита Праделя
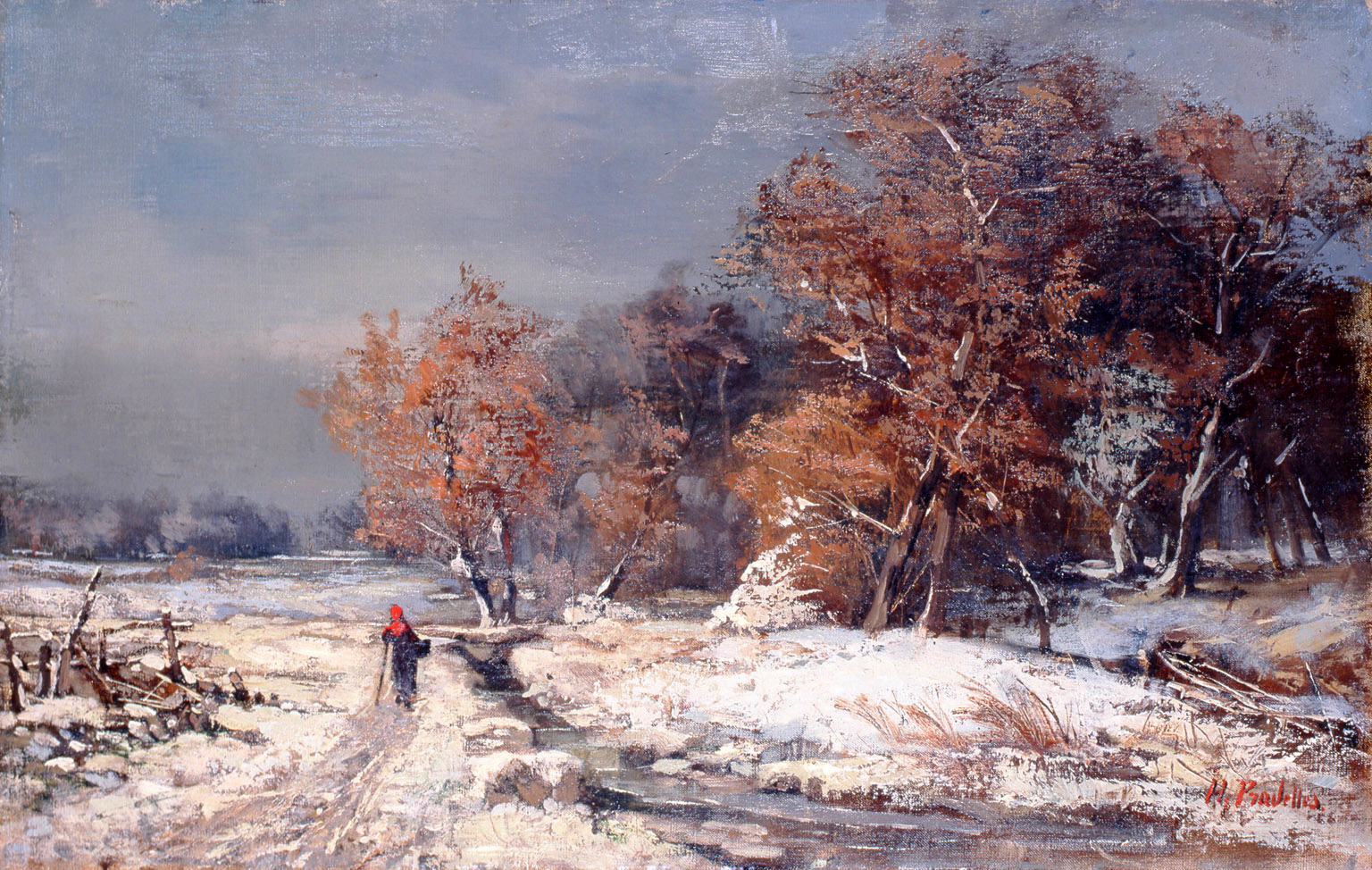
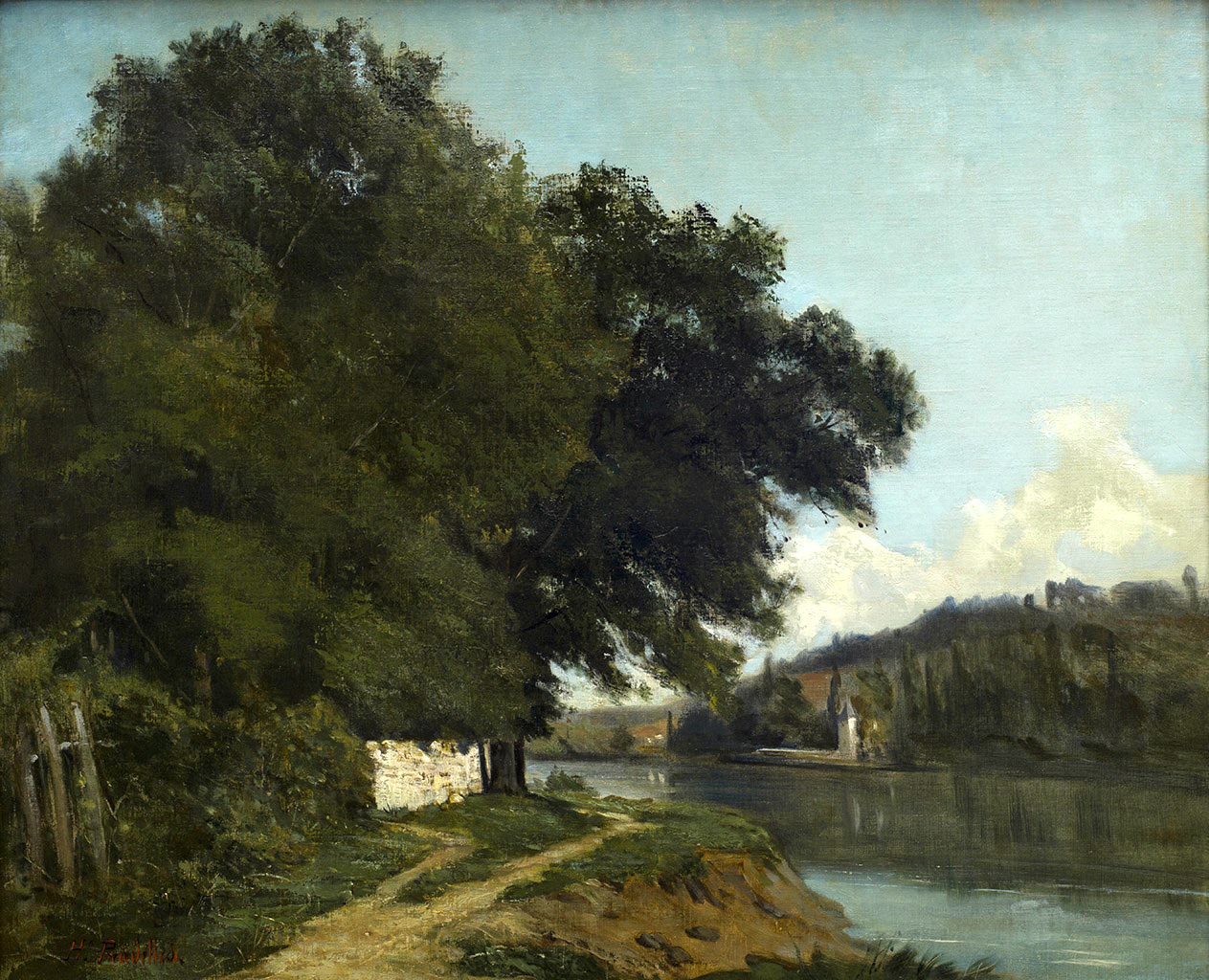
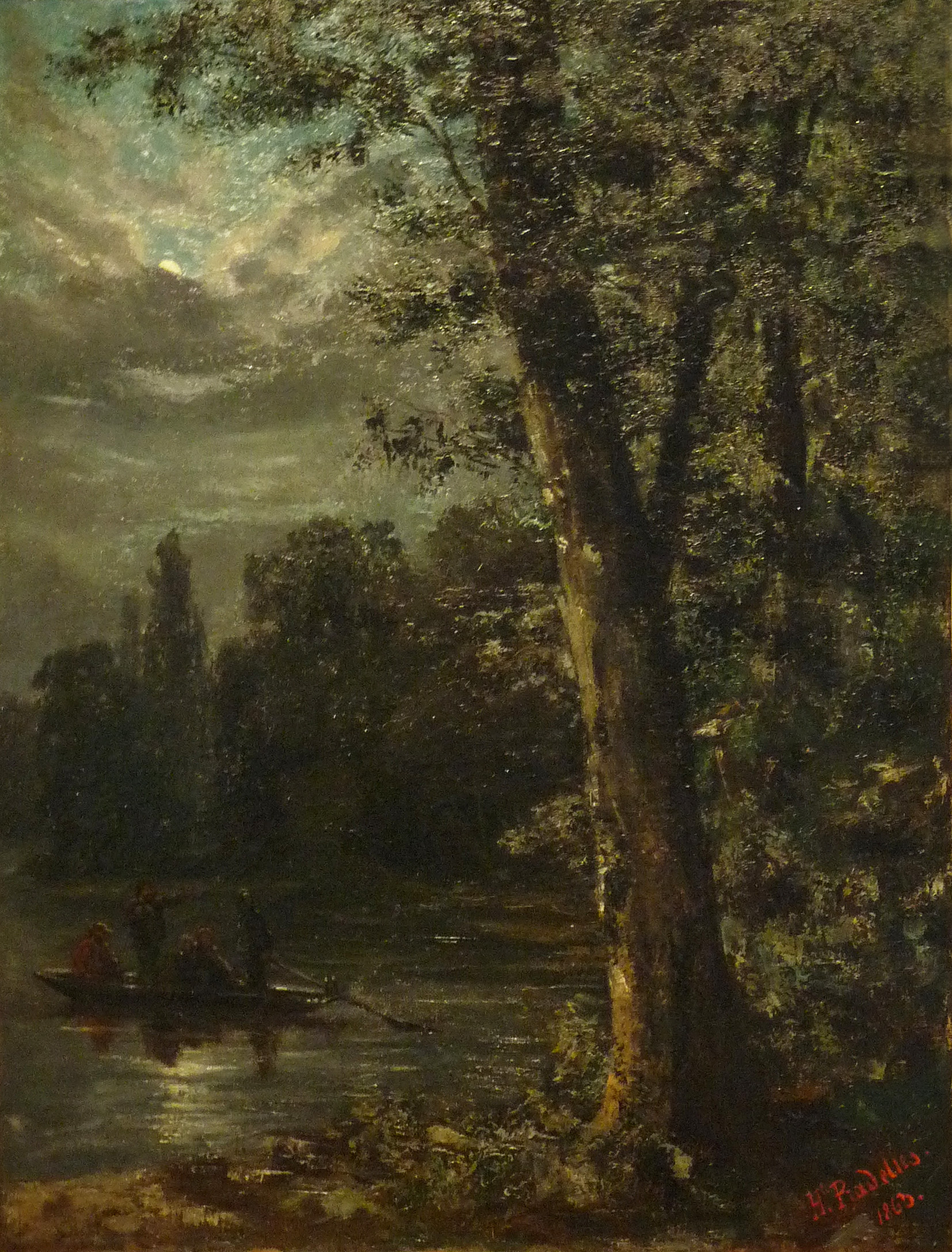
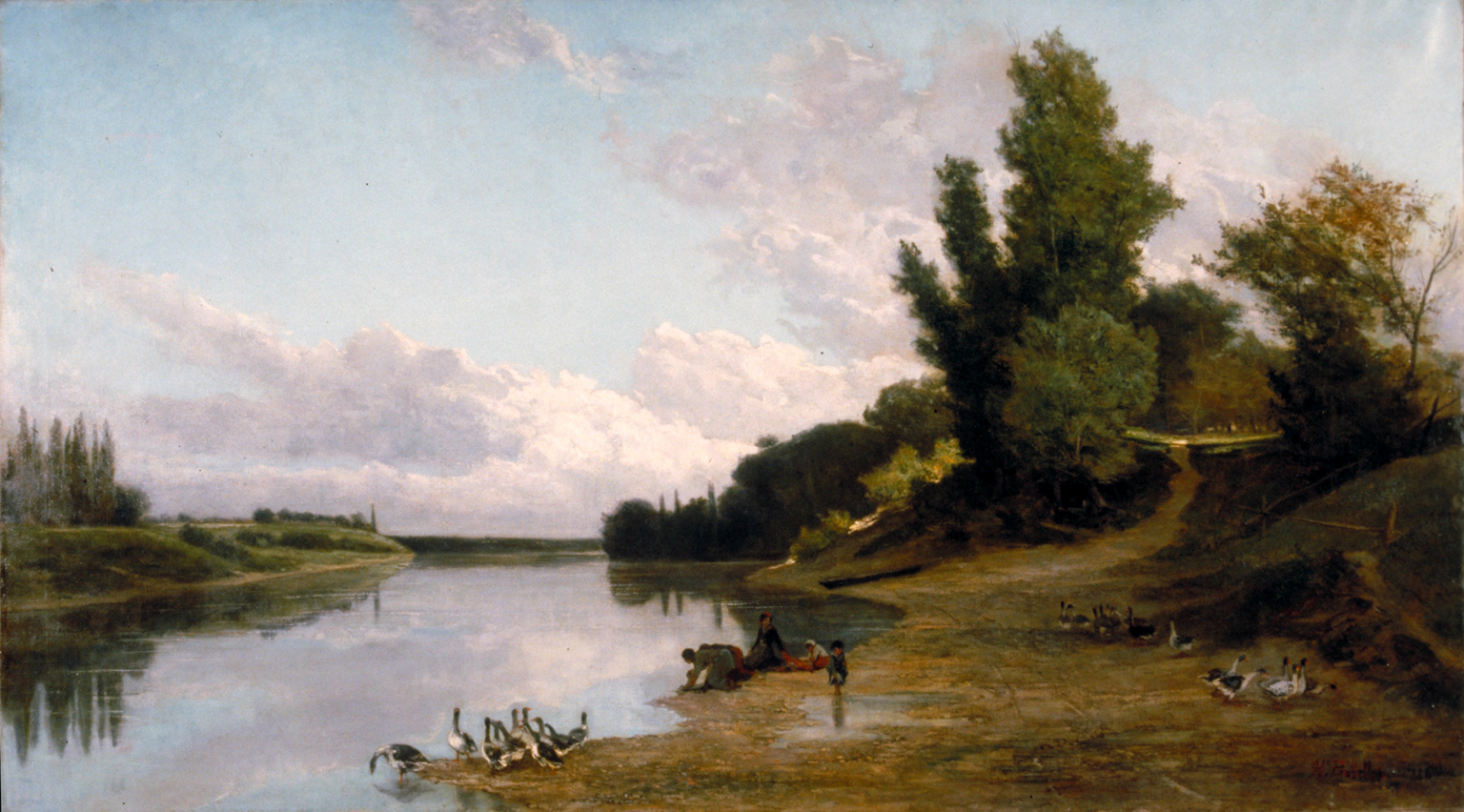
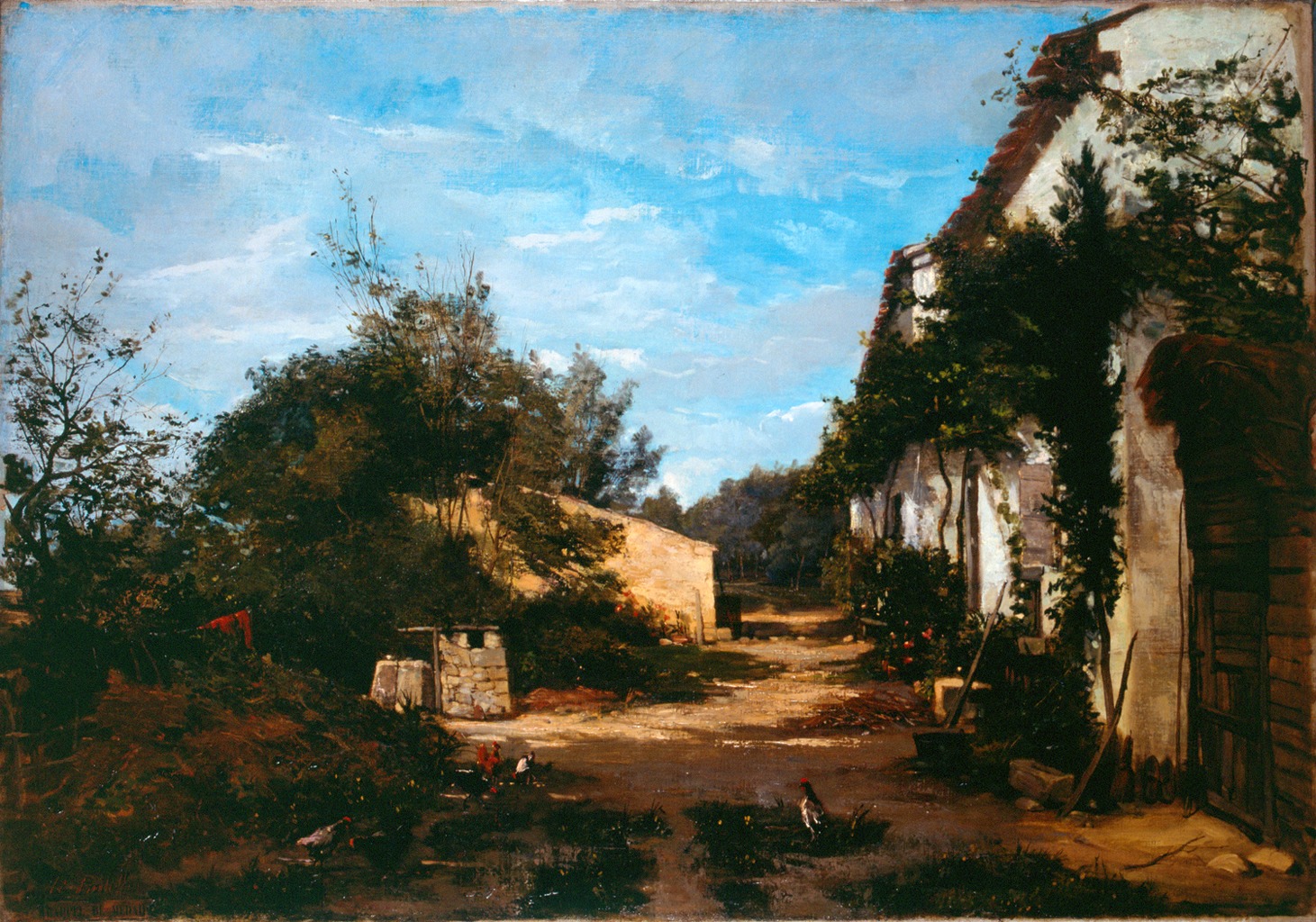
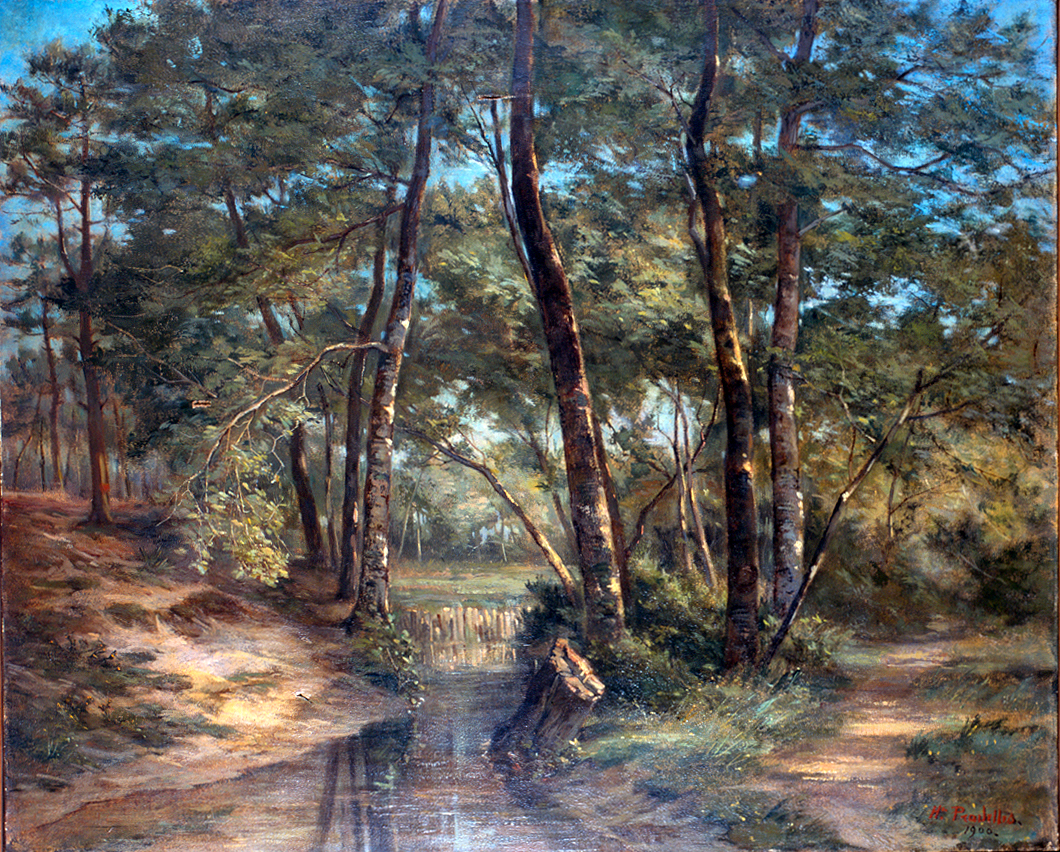
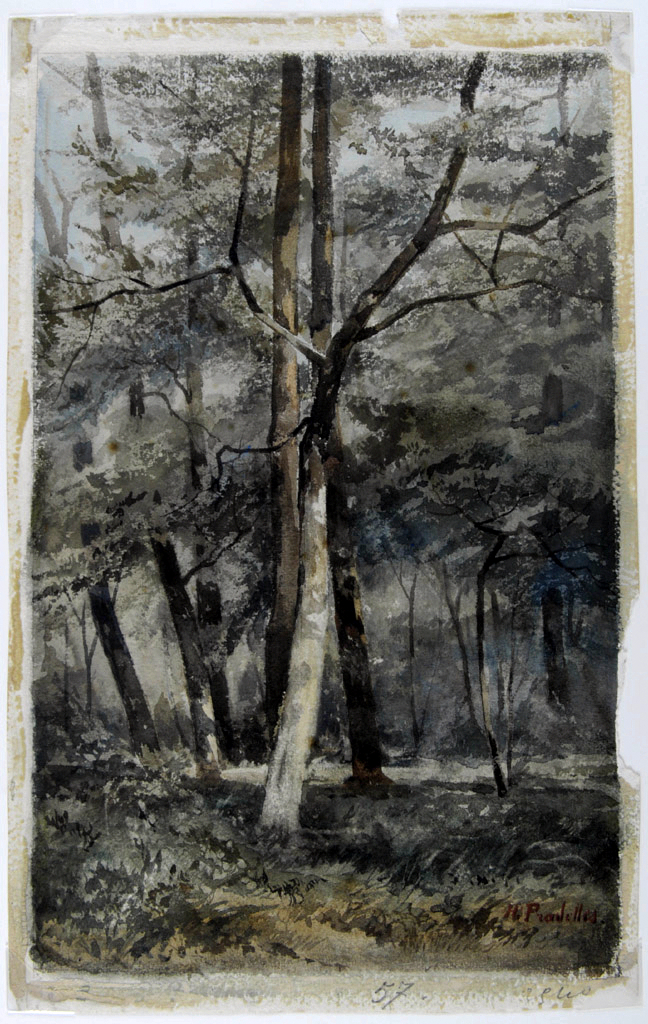
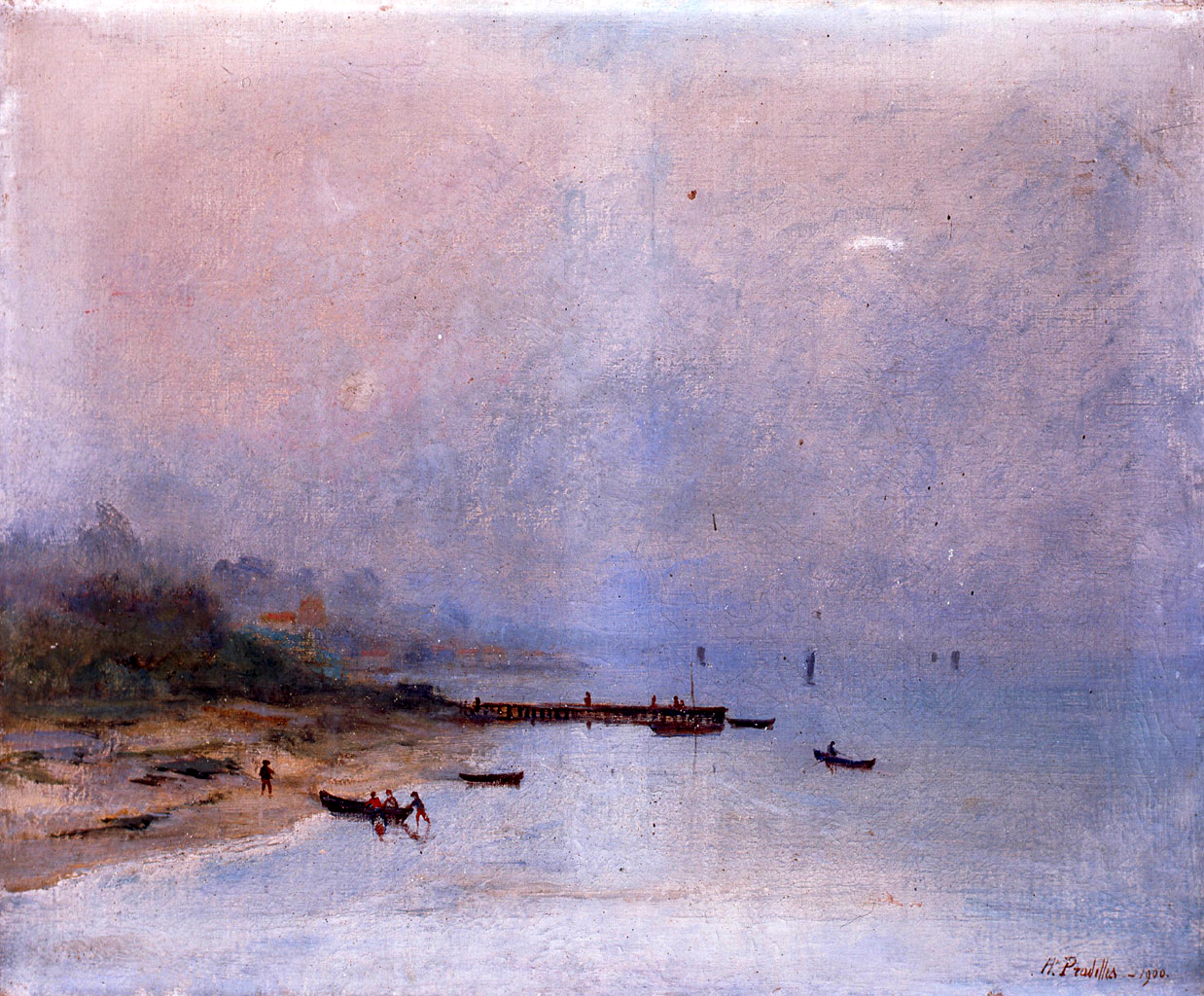